# Anna Demidova

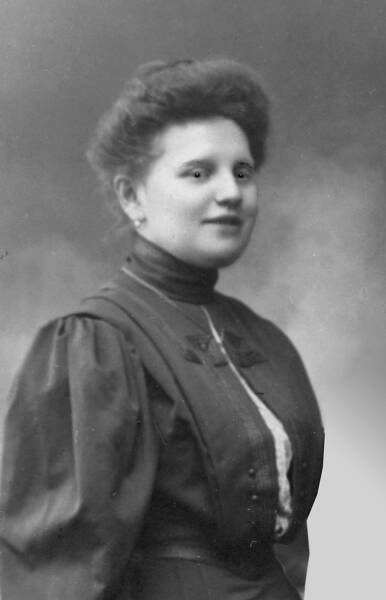
Anna Demidova

Anna Stepanovna Demidova, född 1878, död 1918, var en rysk tjänare, kammarjungfru åt Rysslands tsaritsa Alexandra av Hessen. Hon är känd som en av de personer som mördades tillsammans med den före detta tsarfamiljen i Ekaterinburg 17 juni 1918. Hon förklarades som martyr av den rysk-ortodoxa exilkyrkan. 

## Biografi
Anna Demidova var dotter till en välbärgad köpman. Hon utbildade sig till lärare, och kunde spela piano och tala flera språk. Hon var bekant med en husa vid det kejserliga hovet, som 1901 rekommenderade henne till en tjänst i tsarfamiljens hushåll. Hon var initialt husa men blev snart tsaritsans kammarjungfru. Hon beskrivs som en lång ståtlig blondin, med en timid och ängsligt tillbakadragen personlighet. 

### Ryska revolutionen
Hon var fortsatt i Alexandras tjänst efter ryska revolutionens utbrott, och följde denna till exilen i Sibirien. Hon var den enda kvinnliga medlemmen av hovet som fanns kvar hos den före detta tsarfamiljen under deras sista tid, och var närvarande under deras avrättning. 
Demidova avled inte av den initiala skottsalvan. Hon tycks istället ha svimmat av. När röken hade skingrats, vaknade hon upp och tackade Gud för att hon hade överlevt. När soldaterna dödade de överlevande med bajonetter, försökte Demidova försvara sig med en kudde, i vilken det fanns insydda juveler, vilket gjorde att den inte kunde penetreras. Hon dödades slutligen av Pjotr Jermakov, som ska ha stuckit henne med bajonett genom bröstet upprepade gånger. 